# 赵致平
赵致平（1915年—2007年），中华人民共和国政治人物，河南温县人，中国共产党党员，曾在1939年6月至1941年7月担任中共卢氏县委书记。

## 生平
1938年2月，赵致平参加革命，同年5月加入中国共产党。1939年6月，任中共灵陕（原灵宝陕州）地委宣传部长兼卢氏县委书记。1941年7月进入中央党校学习。
抗日战争胜利后，赵致平调晋察冀边区工作，历任张恒机械厂、新中机械厂、边区军工局子弹炮弹厂等军工企业的副厂长、支部书记。中华人民共和国成立后，赵致平先后担任河南省委统战部处长、秘书长、副部长，在担任省委统战部副部长期间，还分别兼任过省人委副秘书长，省政协秘书长，省委副秘书长，省外办主任兼党组书记，对外友协河南省分会理事长等职。
改革开放后，赵致平任河南省政府副秘书长，1983年4月当选省六届人大常委会委员，1985年离职修养，1994年7月被批准享受副省长级医疗待遇。2006年12月2日，赵致平因病医治无效，在郑州逝世，享年92岁。